# ۱۳۹۵ (قمری)
۱۳۹۵ (قمری)، هزار و سیصد و نود و پنجمین سال در گاهشماری هجری قمری است. اول محرم این سال برابر با چهاردهم ژانویه سال ۱۹۷۵ میلادی است.

## درگذشتگان
- میرزا حسن موسوی بجنوردی : فقیه و روحانی شیعه .